# Sukobi u okolici Preševa 2001.
Od 1999. do 2001. godine u dolini Preševa na jugu Srbije trajao je manji oružani sukob između albanske Oslobodilačke vojske Preševa, Medveđe i Bujanovca i jugoslavenske policije. Državni organi Savezne Republike Jugoslavije i Republike Srbije, te srbijanska policija u okolici Preševa proglasili su OVPMB terorističkom organizacijom.

## Protokol sukoba
Četiri dana za redom pripadnici OVPMB su se sukobljavali sa srpskom policijom. 24. svibnja ubijen je jedan od njegovih zapovjednika, Ridvan Qazimi. Potom su se povukli iz jednog sela na oko 2 kilometra od Preševa, otvarajući tako put snagama srpske Vlade da povrate kontrolu nad tim teritorijem. U veljači 2001. godine, kada su albanski gerilci počeli makedonski sukob, NATO je donio odluku da dozvoli jugoslavenskim trupama povratak u kopnenu zonu sigurnosti, korak po korak. Posljednji korak je ostao Sektor B (bravo), gdje i operira OVPMB. Savjet NATO-a je definitivno odlučio dozvoliti povratak jugoslavenskim snagama na tom sektoru, a odluka je donesena upravo na vrhuncu borbi u okolici Preševa. Nekoliko srpskih civila i vojnika poginulo je u kratkotrajnim okršajima u dolini Preševa, a nepoznat je broj ubijenih članova OVPMB.